# Панк-литература

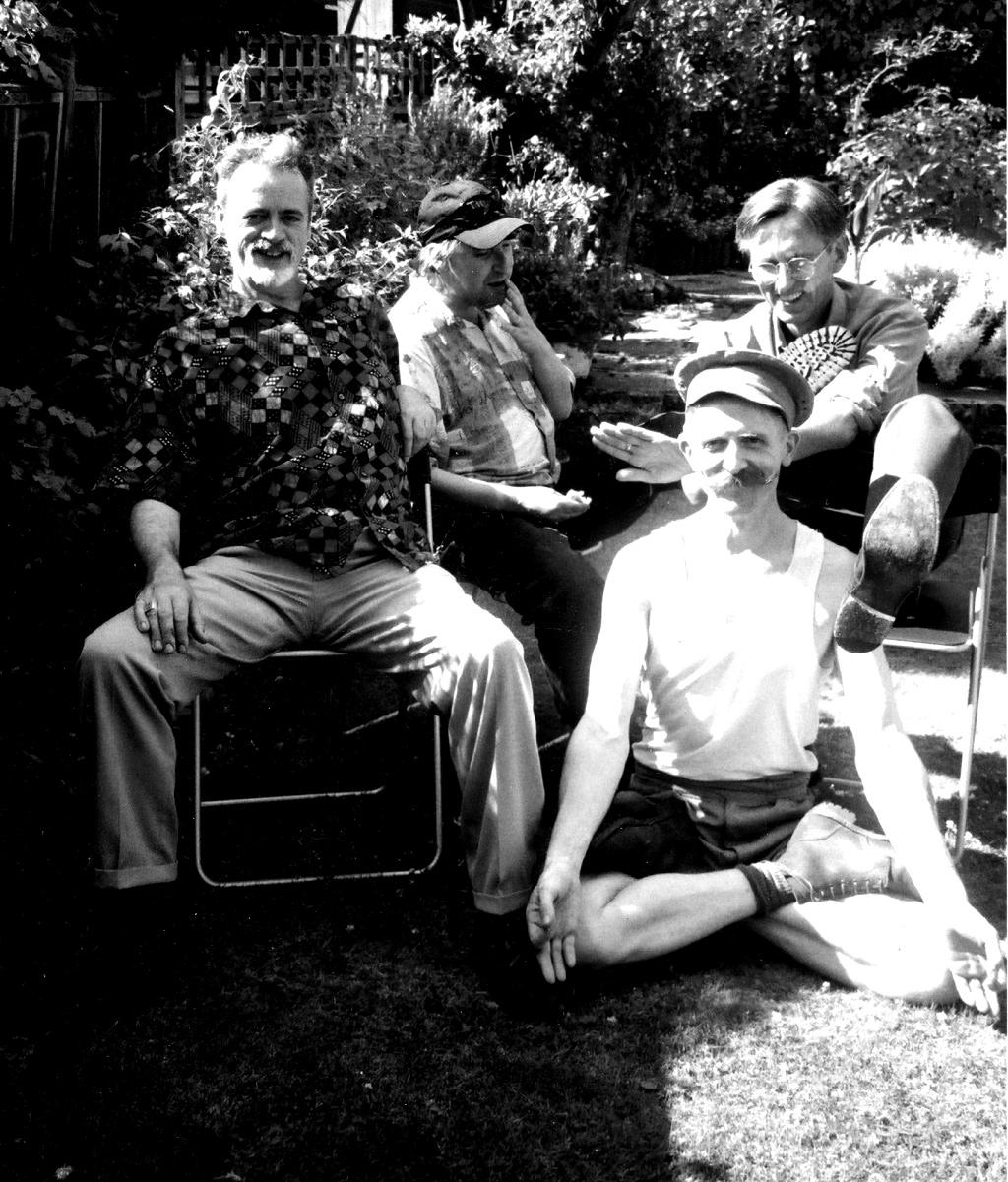
Участники The Medway Poets: Билл Льюис, Секстон Мин, Роберт Эрл и Билли Чайлдиш (2003)

Панк-литература (также панк-лит и, реже, панклит; англ. punk literature) — это литература, связанная с панк-субкультурой. Произведения созданные панк-авторами содержат отличительные черты этого андеграундного движения, такие как пренебрежение табуированными темами и использование гонзо-стиля, сформированные благодаря самобытным мировоззрению и идеологиям панк-рока. Впоследствии панк-литература оказала весомое влияние на трансгрессивную литературу, жанр киберпанка и их производные.

## Журналистика
В панк-субкультуре сформировалась собственная андеграундная пресса в формате панк-зинов, которые представляют собой журналы посвященные панк-тематике и выпускаются посредством самиздата, как правило кустарными методами и небольшими тиражами. Многие локальные панк-сцены имели, по крайней мере, один панк-зин, в котором освещались новости, сплетни, общественные проблемы, музыкальные обзоры и интервью с панк-рок-группами. Среди известных панк-зинов фигурируют такие издания, как: Maximum RocknRoll, Punk Planet, Cometbus, Girl Germs, Kill Your Pet Puppy, J.D.s, Sniffin’ Glue, Absolutely Zippo, Suburban Rebels и Punk Magazine. В число наиболее влиятельных панк-журналистов входят: Микель Боард, Джон Холмстром, Роберт Эггплант и Аарон Кометбас.

## Поэзия

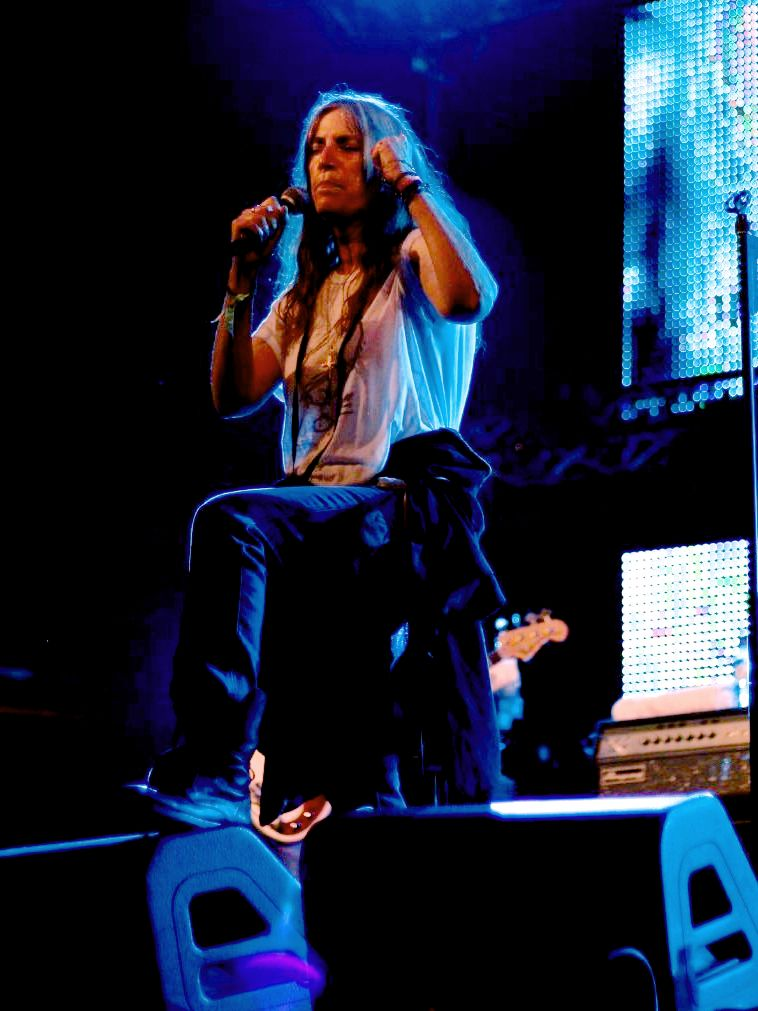
Патти Смит выступает на фестивале Sound Festival

Многие панк-поэты также являются музыкантами, в их числе: Ричард Хэлл, Джим Кэрролл, Патти Смит, Джон Купер Кларк, Ник Точек, Раэн Бутчер и Джон Бэйн. Автобиографические работы Кэрролла относятся к числу первых известных примеров панк-литературы. В свою очередь, The Medway Poets, английское поэтическое панк-объединение, основанное в 1979 году, включало панк-музыканта: Билли Чайлдиша. Им приписывают влияние на творчество Трейси Эмин, которая была связана с ними во время учёбы в колледже. Впоследствии, участники The Medway Poets сформировали художественное движение стакистов. По словам одного из участников The Medway Poets — Чарльза Томсона, их поэтические выступления существенно отличались от традиционной поэзии: 
Билл Льюис вскочил на стул, раскинул руки (по крайней мере один раз ударившись головой о потолок) и сделал вид, что он Иисус. Он распылял свои стихи на каждого, кто находился поблизости и пил виски запоем. Мириам рассказала миру о своей вагине. Мы с Робом, не без труда, сделали совместный перформанс, [выглядели при этом] как ненормальные, самонадеянные писатели. Секстон наконец познакомил нас со своей девушкой Милдред, которая оказалась париком на клочке газеты, намотанной на железную трубу.
Благодаря творчеству поэтов Джона Купера Кларка вдохновлённого панк-рок-музыкой, и Линтона Квеси Джонсона, занимающегося даб-декламацией, в начале 1980-х сформировалась самобытная андеграундная поэтическая сцена, известными участниками которой были такие поэты, как: «Seething» Wells, Joolz, Attila the Stockbroker, Porky the Poet "Teething" Wells,, «Teething» Wells, Гарри Джонсон, The Big J Little Brother, Swift Nick,, Little Brother, Swift Nick, Little Dave и Ginger John. Впоследствии, панк-поэтов часто приглашали принять участие в выступлениях андеграундных-групп, а также коллективов новой волны, некоторые из них выпускали свои записи отдельными релизами или на сборниках панк-музыки.

## Беллетристика
Панк-субкультура сильно повлияла на литературный жанр киберпанка и его различные производные. Благодаря панк-зинам, появилась и была опубликована значительная часть беллетристики, посвященная этой субкультуре, некоторая ее часть оказала влияние за пределами панк-сообщества. Многие из основных произведений Кэти Аккер отражают темы панк-литературы, в первую очередь «Кровь и кишки в средней школе». Поэтические произведения Дафни Готлиб имеют схожие мотивы. В своем раннем творчестве писательница и сценарист Диабло Коди идентифицировалась как «панк». Одной из важных частей сюжета комикса «Love and Rockets» братьев Хернандез, является панк-сцена Лос-Анджелеса. В свою очередь, Джек О’Доннелл (англ. Jack O’Donnell), главный герой комикса «Fire Work» Бена Макнамары, воплощает в себе многие черты панк-рокера.